# Mario Jutt
Mario Jutt (Karlovac, 27. listopada 1948. – Karlovac, 16. siječnja 2020.), hrvatski bivši svestrani športaš i športski dužnosnik. Najveći je trag ostavio u nogometu i hokeju.

## Životopis
Rođen je 27. listopada 1948. godine u Karlovcu, diplomirao je na Pravnom fakultetu u Zagrebu 1974. godine te je radio kao odvjetnik. Nogomet je igrao u karlovačkom Tehničaru, zatim u prvoligaškim klubovima Zagrebu i Rijeci te za Rovinj, Karlovac, Belišće i Karlovac.
Kao nogometaš osvojio je 1968. godine sedmo mjesto u izboru najboljih športaša Karlovačkog tjednika, a nastupao je i za amatersku nogometnu reprezentaciju Hrvatske 1970. godine te kao profesionalni nogometaš u kanadskom Torontu sedam godina kasnije.
Dugi niz godina bio je član raznih komisija Nogometnog saveza Karlovačke županije, kao i predsjednik Disciplinske komisije Hrvatskog nogometnog saveza.
Umro je 16. siječnja 2020. godine.